# Dolný Kubín
Dolný Kubín (maďarsky Alsókubin, německy Unterkubin, česky a slovensky dříve také Dolní Kubín) je slovenské město v okrese Dolný Kubín v Žilinském kraji a centrum slovenské části Oravy. Ve městě žije přibližně 18 tisíc obyvatel. Městem protéká řeka Orava.

## Městské části

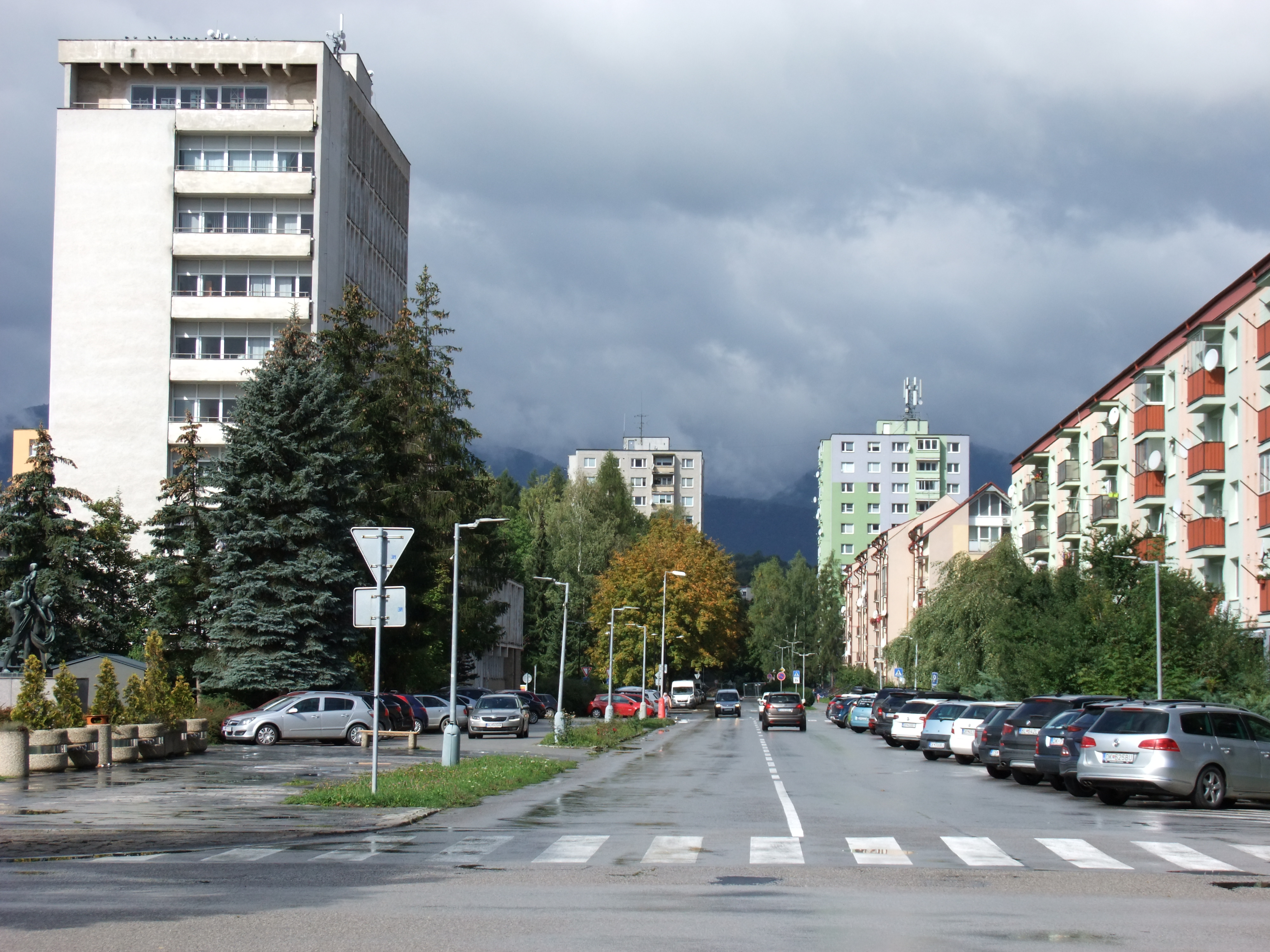
Sídliště Veľký Bysterec

Město se skládá z deseti městských částí: Banisko, Beňova Lehota, Brezovec, Kňažia, Malý Bysterec, Medzihradné, Mokraď, Staré mesto, Veľký Bysterec a Záskalie. K městu patří i osady Jelšava a Srňacie.

## Historie
Za nejstarší osídlení lokality je považováno sídliště lužické kultury ze střední a mladší době bronzové (9. až 7. století př. n. l. Hmotná kultura halštatského lidu oravského typu ze 7. až 4. století př. n. l. je ve městě zastoupena nálezy na ulici Medzihradské. Dokazují rolnicko-pastýřskou osadu. Našly se tu i úlomky z římské keramiky z období od přelomu letopočtu do 4. století. Je zde zastoupena i laténská kultura. Obydlí tvořily čtyři řady chat. Obyvatelé se živili chovem dobytka a pěstováním prosa a hrachu.
V předvelkomoravském období byla na Trtinách a Ostré skale opevněná hradiště. Tudy vedla významná obchodní cesta spojující Jadran s Baltem. Dokladem je nález keltských mincí a kupeckých potřeb. Ve středověku tuto obchodní cestu nazývali solnou, protože se využívala na dovoz soli a jiného zboží.
První písemná zmínka pochází z 6. ledna 1314 a nachází se v listině magistra Donče pro liptovské zemany. V roce 1325 magistr Donč daroval revúckým zemanům Vyšný Kubín. Začaly dějiny rodů Kubínyů a Mešků, jejichž potomci žijí na Oravě dodnes. Po rozdělení Kubína se Dolný Kubín rozvíjel jako poddanská obec Oravského hradu. Byl královským majetkem.
Ve 14. století byly založeny obce, které v současnosti tvoří příměstské části Dolného Kubína: Záskalie, Malý Bysterec, Beňova Lehota, Medzihradné, Srňacie, Mokraď a Kňažia. Veľký Bysterec byl městečkem o 220 let dříve než Dolný Kubín, v dalším období však nerozvíjel městská práva a výsady a klesl až na úroveň ostatních částí, kdy v roce 1599 je zmiňován jako dědina. Malý Bysterec se od roku 1355 vyvíjel jako zemanská osada. V roce 1380 se pro tuto obec stal Dolný Kubín duchovním střediskem. Založili tu římskokatolickou farnost, postavili kostel a zasvětili ho svaté Kateřině Alexandrijské.
Dolný Kubín se od počátku rozvíjel jako řemeslnicko-rolnická osada. Rozvoj řemesel a trhů umožnila vynikající poloha na obchodní cestě, která spojovala slovenská města s polskými obchodními středisky. Nejdéle živilo Dolnokubíňany kamenické řemeslo.
Reformaci na Oravu přinesli Turzové. V roce 1558 se stali majiteli oravského panství a dolnokubínský kostel sv. Kateřiny Alexandrijské v té době patřil evangelíkům. Působila tu latinská škola, kterou navštěvovali jen chlapci. Palatin Juraj Turzo podporoval rozvoj Dolného Kubína. Svolával sněm župního shromáždění oravské šlechty, ačkoli župním sídlem do roku 1683 byla Veličná. V roce 1604 zpustošili Dolný Kubín Bočkajovi hajduci, kteří bojovali proti palatinovi Turzovi. Podpálili obec, zbylo jen sedm domů, z toho čtyři byly poškozeny. Obyvatelé se před hajduky ukryli v lesích, aby si zachránili život.
V roce 1624 žilo v Dolném Kubíně 67 rodin, asi 340 obyvatel. Dne 14. května 1632 hrabě Kašpar Illesházy povýšil Dolný Kubín na městečko za roční poplatek 400 zlatých a udělil mu právo konat týdenní trhy v neděli a dva výroční jarmarky na sv. Kateřinu a Květnou neděli. Zároveň Dolnokubíňanům přikázal opravit školu, nemocnici s útulkem a stavět pěkné domy. Dne 14. prosince 1633 dostal Dolný Kubín městské privilegium od panovníka Ferdinanda II., který povolil další dva jarmarky. Městské výsady poskytly Dolnému Kubínu hospodářský a kulturní růst. Ale v neklidném 17. století, naplněném náboženskými válkami a povstáními, se ocitl nejednou na pokraji bídy. Dolný Kubín zažíval období plné reformace a protireformace. Reformační hnutí dostalo tvrdý úder potlačením Pikova povstání v roce 1672 a smrtelný na podzim roku 1683 od litevského vojska polského krále Jana Sobieského, které procházelo Oravou s cílem pomoci Habsburkům proti Turkům. Litevci se k poddaným chovali násilnicky, dobyvačně, nechávali za sebou spáleniště. Město bylo v takové nouzi, že až po pěti letech si dalo vyhotovit nové pečetidlo, neboť původní shořelo v rychtářově domě. Z litevského úpadku se město vzpamatovalo až v devadesátých letech 17. století. Dne 30. června hrabě Juraj Erdődy vydal Dolnému Kubínu privilegium na vybírání mýtného na dolnokubínském brodě. V roce 1712 udělil císař Karel VI. městu i pouťové privilegium. Město se stalo sídlem Oravské župy. Během Rákócziho povstání v roce 1709 zkonfiskovali evangelíci kostel sv. Kateřiny na dva měsíce. Pak byl vrácen katolíkům a evangelíci z městečka chodili 75 let do leštinského artikulární kostelíka. Toleranční patent Josefa II. jim vrátil náboženskou svobodu a svůj kostel si postavili v Dolném Kubíně v roce 1784.
V 18. století nastalo klidnější mírové období, ale přišel hladomor a morové epidemie. Roky 1715–1716 jsou na Oravě známé jako zamrzlé roky. Ještě v červnu mrzlo a nová zima přišla v září, nastal hladomor. V roce 1719 měl Dolný Kubín 85 domů a 350 obyvatel. V průběhu 18. století Dolný Kubín výrazně změnil svou tvář. Dokončil se městský dům nazývaný ratúš, v roce 1726 postavili novou nemocnici, městský pivovar na místě dnešního evangelického kostela, v letech 1757–1758 župní dům, byt župního lékaře, lékárna, kasárna, první dřevěný most přes řeku Oravu, tržnici, mandl, faru, evangelickou školu. Na ochranu před požáry bylo od roku 1730 zakázáno používat otevřený oheň v krbech. V roce 1776 se Dolný Kubín stal sídlem slúžnovského úřadu. Vlastnit grunt patřilo ke kritériím pro udělení měšťanského listu a práva volit rychtáře a městské přísežné. Zakládání cechů – obuvníci – 1675, krejčí a obuvníci – 1715. Koncem 18. století vytvořili sdružený cech. Cech byl zrušen v roce 1871, kdy vznikla Řemeslná společnost a Okresní živnostenské společenství. Obchodem se zabývali židé. Hospodářská politika Josefa II. umožnila rozvoj židovského podnikání a náboženskou svobodu. Výstavba domu rabína a lázní.
Začátkem 19. století se přes městečko stavěla královská cesta od Kraľovan na Trstenou. V roce 1811 zde postavili poštovní úřad a v roce 1826 židovskou synagogu. V roce 1813 se přehnala městem povodeň, začalo se s budováním vodní nádrže na Oravě. Velký rozmach začal v roce 1852, kdy do městečka přišel přednosta císařsko-královského stoličního úřadu František Patočník. Koncem 19. století byl Dolný Kubín pěkným župním městečkem. V roce 1886 renovovali katolický kostel sv. Kateřiny, který patřil mezi osm nejkrásnějších památek gotiky na Slovensku. V letech 1893–1895 postihly náměstí dva velké požáry. Znovu postavili župní dům, židovskou synagogu a evangelický kostel. Vzhled náměstí dotvořila budova státních škol (dnešní gymnázium), barokní budova Čaplovičovy knihovny. Ve třicátých letech 19. století se Dolný Kubín stal střediskem oravských národovců. Ctiboch Zoch, Juraj Matuška a Leopold Bruck založili v roce 1837 Společnost vychovatelskou v evangelickém bratrstvu oravském. Členy byli: Pavol Zoch, Pavol Cancrini, Ján Gregorič, Alexander Ruttkay, Václav Jesenský, Ján Zimány, Ľudovít Medzihradský, Daniel Krman, Juraj Šípka, Karol Šándor a další. V roce 1858 vznikla v Dolném Kubíně Společnost Čaplovičovy knihovny, která se starala o cenný dar Vavrince Čaploviče městu a Oravě. Knihovna měla 45 000 svazků.
V 19. toletí byla k městu Dolný Kubín přičleněna Jelšava.
Vznik Československé republiky na podzim roku 1918 Dolnokubíňané radostně uvítali. Vytvořili místní národní radu, v níž působil Ignác Radlinský, dr. Vladimír Pivko, Ladislav Nádaši-Jégé, Aurel Styk, Fridrich Medzihradský, Ján Trnkócy, Pavol Samuel Novák, Pavol Országh Hviezdoslav, dr. Ján Smetanay, Ján Diežka, Emil Kňažovič a Július Ballo. Vydávali noviny Naše Orava.
V roce 1919 byl založen kulturně-vzdělávací spolek Hviezdoslavova beseda, jejímž čestným členem byl i Hviezdoslav. Pořádala koncerty, literární večírky, loutková divadélka. Ze svého fondu kupovala knihy, noviny a časopisy, podporovala chudé nadané studenty a po smrti básníka usilovala o stavbu pomníku nad jeho hrobem. V roce 1936 se zasloužila o postavení sochy P. O. Hviezdoslava před budovou Čaplovičovy knihovny. Bohatou kulturně-osvětovou činnost vyvíjel v Dolném Kubíně ženský spolek Živena, který vznikl z podnětu Kornelie Pivkové dne 27. června 1920. Další spolky byly: dobrovolnický hasičský spolek (1874), Spolek oravských akademiků, ochotnický, hudební a pěvecký spolek a další.
V roce 1921 stálo v samotném městě (bez okolních vesnic) 231 domů a žilo zde 1928 obyvatel, z toho 1619 Čechoslováků, 43 Němců, 28 Maďarů a 179 Židů.
Po skončení II. světové války se Dolný Kubín změnil na významné průmyslové centrum celé Oravy.
V roce 1949 byly k městu Dolný Kubín přičleněny obce: Malý Bysterec, Medzihradné, Veľký Bysterec a Záskalie.
V roce 1971 byly k městu Dolný Kubín přičleněny obce: Beňova Lehota, Mokraď a Srňacie.
V období let 1971 až 1993 byly k městu Dolný Kubín přičleněny Bziny.
V roce 1973 byla k městu Dolný Kubín přičleněna obec Kňažia.
V období let 1986–1990 byla k městu Dolný Kubín přičleněna obec Vyšný Kubín.

## Obyvatelstvo
Z národnostního hlediska je[kdy?] Dolný Kubín homogenní s převahou obyvatelstva slovenské národnosti (až 97 %). Rozdělení obyvatelstva podle vyznání je následující:
- Římskokatolické: 65,11 %
- Evangelická církev a. v.: 16,62 %
- Řeckokatolické: 0,38 %
- Pravoslavní: 0,05 %
- Čs. Husitské: 0,04 %
- Bez vyznání: 14,55 %
- Ostatní: 0,12 %
- Nezjištěné: 2,77 %

## Doprava
Město stojí na křižovatce silnice I/59 a I/70. Vede jím železniční trať Kraľovany–Trstená se stanicí Dolný Kubín.

## Společnost
- Dětský folklorní soubor Kolovrátok – vznikl v roce 2003
- Folklórní skupina Rosička, rosa – vznikla v roce 1996
- Pěvecká folklórní skupina Orava – vznikla v roce 2000

### Muzea
- Oravská galerie
- Čaplovičova knihovna – oddělení Oravského muzea Pavla Országha Hviezdoslava
- Florinův dům – expozice Oravského muzea

### Školství
- Gymnázium P. O. Hviezdoslava
- Církevní gymnázium A. Radlinského
- Obchodní akademie
- Strední odborná škola obchodu a služeb
- Súkromná stredná škola podnikania
- Stredná zdravotnická škola

### Sport
- BK Dolný Kubín hrál nejvyšší basketbalovou soutěž na Slovensku od sezóny 2006/2007 až do sezóny 2008/2009. Do další sezóny se klub nepřihlásil z důvodu krachu.
- MFK Dynamo Dolný Kubín postoupil do první ligy v sezóně 2008/2009.
- MHK Dolný Kubín je hokejový klub a hraje 1. ligu, zároveň je též farmou klubu MHC Martin

## Pamětihodnosti
- Historický hřbitov s Alejí svobody
- bývalý Župný dům na Hviezdoslavově náměstí
- Evangelický kostel
- Katolický kostel svaté Kataríny Alexandrijské
- Čaplovičova knihovna
- Rodný dům T. H. Florina
- Dům ve kterém žil, pracoval a zemřel P. O. Hviezdoslav
- Hviezdoslavovo muzeum
- Dne 5. června 2009 byla před městskou radnicí slavnostně vysazená Lípa soutoků světa.
- Do katastrálního území Kubínska Hoľa zasahuje část národní přírodní rezervace Minčol a tok řeky Oravy je součástí chráněného areálu Rieka Orava.

## Osobnosti
- Andrej Ambrozi (1709–1772), náboženský spisovatel a evangelický kněz
- Juraj Ambrozi (1694–1746), slovenský spisovatel, kněz a církevní hodnostář
- Tomáš Balfy (1690–1722), člen piaristického řádu
- Ján Matej Bencúr (1923–1990), lékař a univerzitní profesor
- Michal Chudovský (1804–?), publicista
- Andrej Ľudovít Radlinský (1817–1879), římskokatolický kněz, jazykovědec, náboženský spisovatel, zakladatel Spolku sv. Vojtěcha
- Janko Matúška (1821–1877), autor slovenské hymny
- Štefan Dávid (1838–1928), filolog, pedagog
- Ignác Radlinský (1845–1924), advokát
- Pavol Országh Hviezdoslav (1849–1921), slovenský básník, poslanec parlamentu první ČSR
- Andrej Halaša (1852–1913), divadelní organizátor, překladatel, redaktor, etnograf
- Juraj Janoška (1856–1930), evangelický kněz a biskup
- Ladislav Nádaši-Jégé (1866–1940), přední slovenský prozaik
- Andrej Kavuljak (1885–1952), historik a lesní inženýr
- Jozef Juraj Styk (1897–1965), politik a hospodářský pracovník
- Helena Hegerová (1899–1983), publicistka, učitelka
- Jozef Gebura (1902–1976), lékárník
- Ján Kubačka (1904–1981), pedagog a osvětový pracovník
- Ivan Ballo (1909–1977), hudební kritik
- Jozef Dobrovodský (1909–1971), slovenský důstojník, účastník Slovenského národního povstání, politický vězeň komunistického režimu
- Ján Brodňanský (1910–1997), historik, archeolog, speleolog a fotograf
- Ivan Chodák (1914–1994), lékař a sportovec
- Ladislav Chodák (1915–1981), chemik
- Ján Melek (1918–1993), osvětový pracovník
- Fedor Ballo (1920–1998), diplomat, překladatel a publicista
- Ján Johanides (1934–2008), prozaik a esejista
- Peter Balgha (1935–1972), prozaik, scenárista, filmový publicista a dramaturg
- František Alexander Zvrškovec (* 1948), podnikatel a politik
- Miroslav Mikolášik (* 1952), poslanec EP
- Miroslav Stanovský (* 1970), reprezentant SR ve vodním slalomu
- Martina Halinárová (* 1973), biatlonistka
- Andrej Hablák (* 1975), básník
- Róbert Hanko (* 1976), slovenský fotbalový reprezentant
- Martin Bajčičák (* 1976), běžec na lyžích
- Peter Markovič (* 1978), poslanec Národní rady SR
- Jaroslav Babušiak (* 1984), sjezdový lyžař
- Matúš Kozáčik (* 1983), fotbalový brankář

Ve městě působili:
- Július Ballo (1879–1947), školský a osvětový pracovník, autor učebnic [5]
- Emanuel Bartoš (1902–1966), zoolog a univerzitní profesor působil tu na gymnáziu v letech 1932 až 1937
- Arnold Peter Weisz-Kubínčan (1898–1944/45), expresionistický malíř

## Partnerská města
- Eger, Maďarsko
- Braunau am Inn, Rakousko
- Kamenec Podolský, Ukrajina
- Limanowa, Polsko
- Pelhřimov, Česko
- Svendborg, Dánsko
- Truskavec, Ukrajina
- Zawiercie, Polsko
- Żywiec, Polsko